# Il montone infuriato
Il montone infuriato (Le mouton enragé) è un film del 1974 diretto da Michel Deville.
Il film è tratto dal romanzo omonimo di Roger Blondel, pseudonimo di René Bonnefoy, più noto come autore di romanzi di fantascienza con lo pseudonimo di B.R. Bruss.

## Trama
Nicolas Mallet, un impiegato di banca parigino timido e modesto, avvicina Marie-Paule, una ragazza giovane e graziosa incontrata per strada, e la invita a prendere un caffè. La ragazza accetta. Più tardi Nicolas racconta l'avventura, per lui insolita, al suo unico amico Claude Fabre, un oscuro scrittore disabile che trascorre l'esistenza in un bar. Nicolas confida a Claude l'intenzione di avere rapporti sessuali con Marie-Paule; e l'indomani Nicolas inizia una relazione con la docile Marie-Paule, che in seguito si rivelerà essere una prostituta.
Claude, dapprima anch'egli sorpreso dal comportamento di Nicolas, ritenendo che l'amico sia dotato di un fascino particolare al quale a suo giudizio le donne non possono resistere, decide sia utile, per Nicolas e per lui stesso, sfruttare queste inattese potenzialità pianificando, grazie all'attrazione esercitata sulle donne, la scalata del modesto bancario verso il successo. Spinto da Claude, Nicolas lascia il lavoro in banca e si propone di compiere un'azione insolita al giorno, a mo' di allenamento. L'attività di seduttore di Nicolas viene esercitata dapprima con successo con donne di bassa estrazione sociale e successivamente con donne sempre più ricche e potenti. In particolare, Nicolas inizia una reazione con la signora Hermens, ricca e anziana proprietaria del settimanale Temoin; Nicolas ha successo anche come giornalista tanto da far raggiungere al Temoin la tiratura prossima a un milione di copie.
Un'improvvisa tragedia si verifica dopo che Roberte, una delle sue amanti, viene uccisa dal marito dopo che quest'ultimo aveva scoperto la relazione della moglie con Nicolas. Nicolas, scosso dai rimorsi, vorrebbe cambiar vita; ma Claude lo invita a sedurre Shirley Douglas, una famosa attrice amica di infanzia dello stesso Claude il quale l'ha amata da sempre in silenzio. Nicolas raggiunge anche quest'obiettivo; ma, poiché gli è noto l'amore di Claude per la donna, rivela all'amico di aver conquistato l'attrice corrompendola con un articolo lusinghiero sul Temoin e con il dono di una collana. Ma Claude intuisce la verità, e probabilmente deluso perché Nicolas ha conquistato la donna amata, si suicida. Nicolas decide di interrompere la sua scalata: ricorda l'amico scomparso sul suo giornale, poi sposa Marie-Paule.

## Critica
Per Il Morandini, Il montone infuriato è «uno dei film di maggior successo, ma non tra i migliori, di Deville, regista che qui viaggia sul sicuro con una storia [...] sui temi della menzogna e del denaro». Il montone infuriato è l'ultimo film a cui ha preso parte l'attrice Estella Blain.

## Curiosità
- Le auto del protagonista Nicolas Mallet seguono la sua ascesa in campo sociale. Dapprima guida una modesta utilitaria, una Fiat 127, per poi passare a una coupé, una Datsun 240Z. Come ultima vettura compra un'esclusiva Lamborghini Espada.
- È l'ultimo film in cui ha recitato l'attrice Estella Blain.